# Flixbus
Flixbus è una società tedesca di pullman extra-urbani che effettua servizi di trasporto a basso costo in tutta Europa e, da maggio 2018, anche nel sud-ovest degli Stati Uniti.
La rete comprende più di 400000 collegamenti giornalieri per un totale di circa 2500 destinazioni in 42 diversi paesi del mondo.

## Modello di business

Destinazioni Flixbus

Flixbus è un operatore di viaggi in autobus attivo a livello internazionale, che opera con un modello di business collaborativo basato sulla sinergia con le compagnie di autoservizi del territorio. Questi partner locali sono responsabili per l'esecuzione dei percorsi, mentre Flixbus è responsabile delle autorizzazioni ufficiali necessarie per il funzionamento della rete a lunga distanza. Il team Flixbus organizza la pianificazione della rete, il marketing, la politica dei prezzi, la gestione della qualità e il servizio al cliente. Questo unico modello di business porta a un'elevata scalabilità, e ha permesso un'ottima velocità di crescita sul mercato internazionale.

## Storia

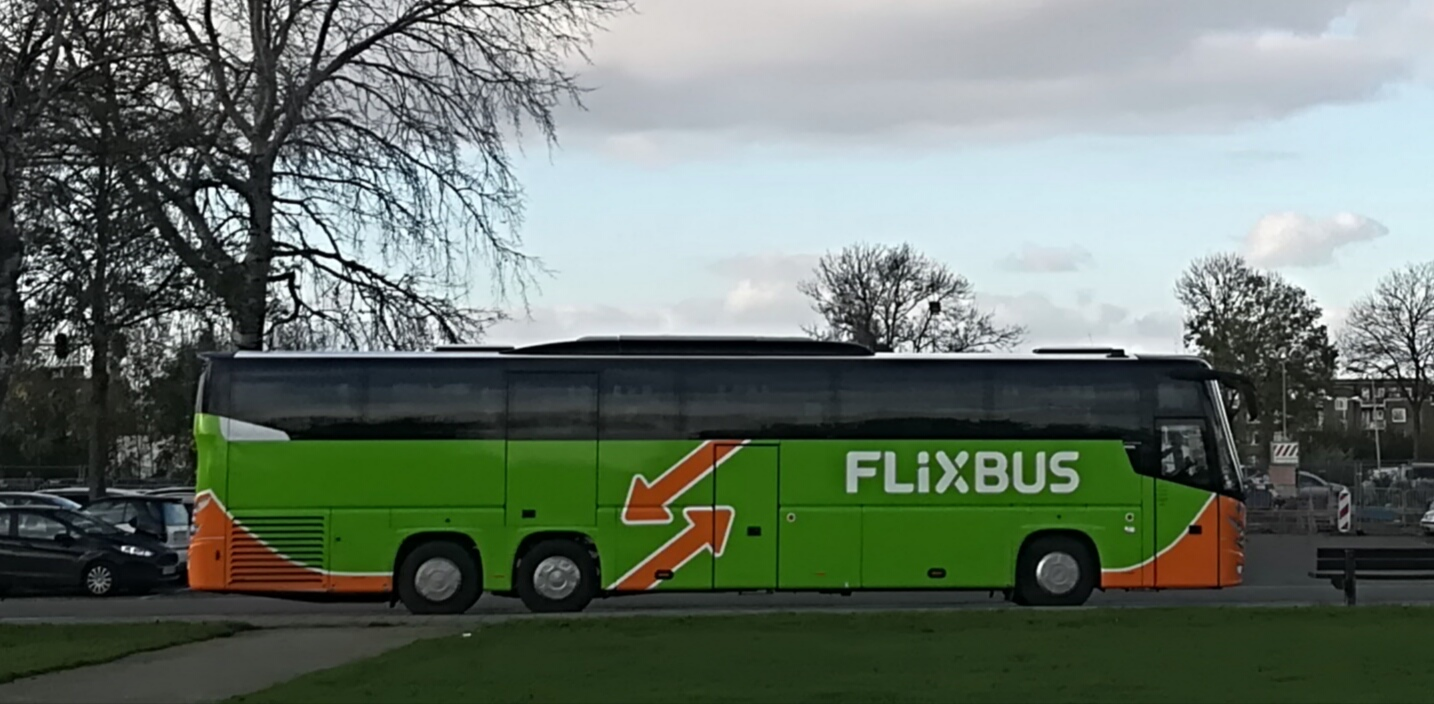
Flixbus

FlixBus è stata fondata come startup nel 2011 a Monaco di Baviera da Daniel Krauss, Jochen Engert e André Schwämmlein e ha lanciato il suo primo percorso a febbraio 2013 in Germania. Un anno dopo, nel 2014, FlixBus già operava su tutta la rete nazionale. Dopo la fusione con MeinFernbus, la società ha annunciato l'internazionalizzazione del proprio modello di business. Nell'estate 2015 Flixbus ha lanciato la sua sede distaccata a Milano ed è entrato nel mercato francese con "Flixbus France". Nel novembre 2015 Flixbus ha annunciato la sua nuova società Flixbus BV in Olanda e con questa la primissima rete nazionale olandese di autobus interurbani. Dopo la Germania, la Francia e l'Italia, questo è il quarto mercato nazionale della società, mentre le linee internazionali della società collegano le città di Austria, Svizzera, Belgio, Lussemburgo, Svezia e Danimarca.
Nel gennaio 2016 Flixbus ha annunciato il suo ingresso sui mercati di Europa centrale e orientale con il nuovo ramo Flixbus CEE, con nuove linee verso sette paesi (Repubblica Ceca, Slovacchia, Ungheria, Romania, Polonia, Slovenia e Croazia). Nel mese di marzo 2016, l'azienda ha lanciato le sue prime linee verso il Regno Unito e la Spagna. In autunno è la volta della Scandinavia.
Nel mese di giugno 2016 viene acquistata la compagnia MegaBus del gruppo Stagecoach. Nel maggio 2017 è stato annunciato che Flixbus avrebbe rilevato la rete di pullman Hellö austriaca dalle ferrovie federali austriache (ÖBB) nell'agosto dello stesso anno.
Nell'agosto 2017, Flixbus annuncia la collaborazione con la compagnia ferroviaria ceca Leo Express per rilevare l'operazione del servizio ferroviario Locomore tra Stoccarda e Berlino (via Hannover e Francoforte) in Germania. Il servizio, rinominato Flixtrain, è attivo dal 2018.
Il 23 luglio Flixbus annuncia la collaborazione con Impresa Autolinee Scura e Romano Autolinee per connettere la Calabria al network di Flixbus con collegamenti attivi dal 3 Settembre 2018.
Il 15 maggio 2018 Flixbus annuncia l'espansione negli Stati Uniti con collegamenti verso 28 città. Il piano prevede di offrire 180 connessioni nel sudovest del paese con un hub principale a Los Angeles. Tra le principali città servite: Las Vegas, San Diego, Tucson e Phoenix. Nel 2021 la società allarga ulteriormente la propria presenza nel mercato statunitense acquistando la locale compagnia di bus a lunga percorrenza Greyhound.
Dal dicembre 2019, a seguito di un accordo con la Viaggi & Turismo Marozzi, Società del Gruppo Finsita Holding, Marozzi ha ceduto la gestione delle linee di lunga percorrenza.

## Nuovi mercati
Nel 2018 Flixbus in Germania ha dato vita a Flixtrain, impresa ferroviaria di trasporto passeggeri privata. A dicembre 2019 ha lanciato in Francia il proprio servizio di carpooling di nome FlixCar in diretta concorrenza con BlaBlaCar.